# 小行星11075
小行星11075（11075 Dönhoff）是一颗绕太阳运转的小行星，为主小行星带小行星。该小行星于1992年9月23日发现。

## 轨道参数
小行星11075的轨道半长轴为2.4129151 UA，离心率为0.189。